# Fernand Bignon
Pour les articles homonymes, voir Bignon.
Fernand Bignon, né à Avranches le 8 août 1888 et mort à Gisors le 4 février 1969, est un photographe français, membre du mouvement pictorialiste mais également un cinéaste amateur.
Son œuvre photographique est conservée à l'ARDI-Photographies en Basse-Normandie et ses films ont été confiés au Pôle Image Haute-Normandie.
Une exposition lui est consacrée à la villa Montebello à Trouville-sur-Mer de juin à octobre 2010 dans le cadre du festival Normandie impressionniste 2010.

## Ressources et notices
- Ressource relative aux beaux-arts :   - Musée d'Orsay
- Notices d'autorité :   - VIAF
  - ISNI
  - BnF (données)
  - IdRef
  - LCCN
  - GND
  - WorldCat